# Resurrection Fest
Le Resurrection Fest, également connu sous le nom de El Resu, est un festival espagnol de heavy metal et punk rock, organisé annuellement dans la paroisse de Celeiro, dans la province de Lugo.
Tout au long de son histoire, il accueille plus de 300 groupes et formations de grand niveau et de renommée internationale tels que Slipknot, Iron Maiden, Korn, Motörhead, Kiss, Judas Priest, Bring Me the Horizon, Gojira, Scorpions, Rammstein, Parkway Drive, King Diamond, In Flames, Black Label Society, Megadeth, Anthrax, Slayer, Cannibal Corpse, NOFX, Lamb of God, Refused, Testament, Five Finger Death Punch, Trivium, Down, Sick of It All, Bad Religion, Volbeat, Bullet for My Valentine, Ghost, Pantera, Heaven Shall Burn, Pennywise, Hatebreed, At the Gates, Dead Kennedys, Exodus et Black Flag parmi tant d'autres.

## Histoire

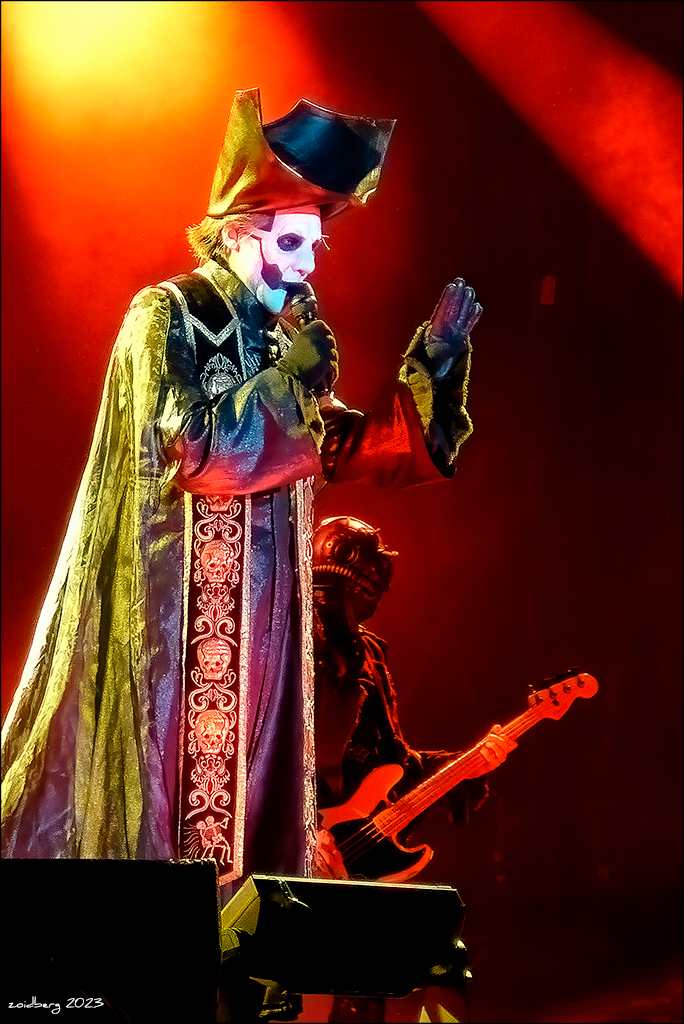
Ghost, Resurrection Fest 2023

La première édition, gratuite, a lieu le 20 août 2006 sous le nom de Viveiro Summer Fest grâce au soutien et au financement du gouvernement local. Deux jours avant sa célébration, la tête d'affiche de cette édition, Sick of It All, doit annuler sa prestation en raison d'une maladie soudaine de l'un de ses membres. Malgré le manque de soutien pour cet événement imprévu, il est reporté au mois de novembre de la même année et rebaptisé Resurrection Fest, et devient un énorme succès en termes de fréquentation du public. Depuis lors, il augmente sa durée à quatre jours depuis 2015, le nombre de représentations à 69 en 2013, et chaque année, il bat le record de participants, atteignant 54 572 en 2015, venant principalement de toute l'Espagne et d'autres pays tels que le Portugal et la France.

## Fréquentation
Le festival se tient chaque année depuis 2006 pendant l'été. Depuis sa création, il devient l'un des festivals les plus populaires d'Espagne dans son genre, en raison de sa spécialisation dans la musique extrême. Lors de l'édition 2013, il réussit à attirer 33 000 participants, générant un impact socio-économique de 3,3 millions d'euros dans la région. En 2015, ces chiffres passent à plus de 54 500 personnes et un impact de 6,15 millions d'euros. En 2016, ils atteignent le chiffre de 80 542 participants, les plaçant comme l'une des références en Europe et un impact de 10,2 millions d'euros.